# Марвін Комппер
Марвін Комппер (нім. Marvin Compper; нар. 14 червня 1985, Тюбінген) — німецький футболіст, що грав на позиції захисника. По завершенні ігрової кар'єри — тренер. З 2023 року входить до тренерського штабу клубу «РБ Лейпциг».
Виступав, зокрема, за клуб «Гоффенгайм 1899», а також національну збірну Німеччини.
Чемпіон Шотландії. Володар Кубка Шотландії. Володар Кубка шотландської ліги.

## Клубна кар'єра
Народився 14 червня 1985 року в місті Тюбінген. Вихованець юнацьких команд футбольних клубів «Штутгарт» та «Боруссія» (Менхенгладбах).
У дорослому футболі дебютував 2003 року виступами за команду «Боруссія» (Менхенгладбах) II, в якій провів чотири сезони, взявши участь у 51 матчі чемпіонату. 
Протягом 2005—2008 років також виступав за основну команду менхенгладбаської «Боруссії».
Своєю грою за останню команду привернув увагу представників тренерського штабу клубу «Гоффенгайм 1899», до складу якого приєднався 2008 року. Відіграв за гоффенгаймський клуб наступні п'ять сезонів своєї ігрової кар'єри. Більшість часу, проведеного у складі «Гоффенгайма», був основним гравцем захисту команди.
Згодом з 2013 по 2018 рік грав у складі команд «Фіорентина», «РБ Лейпциг» та «Селтік».
Завершив ігрову кар'єру у команді «Дуйсбург», за яку виступав протягом 2019—2020 років.

## Виступи за збірні
У 2005 році дебютував у складі юнацької збірної Німеччини (U-20), загалом на юнацькому рівні взяв участь у 3 іграх.
У 2008 році дебютував в офіційних матчах у складі національної збірної Німеччини.
Загалом протягом кар'єри в національній команді, яка тривала 1 рік, провів у її формі 1 матч.

## Кар'єра тренера
Розпочав тренерську кар'єру відразу ж по завершенні кар'єри гравця, 2020 року, увійшовши до тренерського штабу клубу «Дуйсбург», де пропрацював з 2020 по 2021 рік.
В подальшому входив до тренерських штабів клубів «Локомотив» (Москва) та «РБ Лейпциг».
З 2023 року входить до тренерського штабу клубу «РБ Лейпциг».
| Дата       | Місто  | Господарі | Результат | Гості  | Турнір           | Голи | Примітки |
| ---------- | ------ | --------- | --------- | ------ | ---------------- | ---- | -------- |
| 19-11-2008 | Берлін | Німеччина | 1 – 2     | Англія | товариський матч | -    | 77'      |
| Усього     |        | Матчів    | 1         |        | Голів            | 0    |          |

## Титули і досягнення
- Чемпіон Шотландії (1):

«Селтік»: 2018-2019
- Володар Кубка Шотландії (1):

«Селтік»: 2018-2019
- Володар Кубка шотландської ліги (1):

«Селтік»: 2018-2019